# Rhinopoma macinnesi
Rhinopoma macinnesi är en fladdermusart i familjen klaffnäsor som förekommer i Afrika. Den listades en tid som underart till Rhinopoma hardwickii men sedan 1990-talet godkänns den som art.
Arten är med en underarmlängd av 45 till 53 mm något mindre än Rhinopoma hardwickii. Den har en 55 till 76 mm lång svans. Längden för huvud och bål är okänd men hos andra klaffnäsor är de tillsammans ungefär lika lång som svansen. Svansen är bara nära bålen omsluten av flygmembranen. Pälsen har huvudsakligen en grå färg och flygmembranen är brun. Hudfliken på näsan (bladet) finns bara rudimentärt. I motsats till andra klaffnäsor har arten ganska stora svullnader framför nosen.
Denna fladdermus förekommer främst i Kenya. Den har även påträffats i Etiopien, Somalia och Uganda. Enligt obekräftade berättelser finns arten även i Eritrea. Habitatet utgörs av öknar och halvöknar. Arten observerades nära en bergsspricka som troligen var individens viloplats.
Rhinopoma macinnesi är sällsynt och den listas av IUCN med kunskapsbrist (DD).